# Federació Catalana de Cineclubs
La Federació Catalana de Cineclubs (FCC) és una federació cultural que agrupa els cineclubs dels territoris de parla catalana, principalment a Catalunya, amb l'excepció del Cineclub de les Valls, entitat amb seu al Principat d'Andorra. La federació, segons els seus estatus, treballa perquè el cinema independent, d'autor i de qualitat, en versió original subtitulada i de producció catalana, arribi arreu tal com fomenta la Llei del cinema de Catalunya. Amb la clara intenció que aquesta tasca representi una opció més d'oci creatiu i que s'arribi a valorar com un bé cultural a tot el territori català.
L'any 2019 hi havia 54 cineclubs federats i van atreure prop de 75.000 espectadores a les 1.358 sessions que van organitzar. L'FCC és membre de ple dret de la Federació Internacional de Cineclubs.
L'abril del 2010 es va signar un conveni entre l'Acadèmia del Cinema Català i la FCC, en el que les dues organitzacions van acordar treballar conjuntament per ampliar l'abast de la seva tasca i seguir fent difusió i promoció del cinema en territoris de parla catalana.
Durant l'última setmana d'octubre del 2019 la FCC va organitzar, juntament amb la Filmoteca de Catalunya, un cicle de projeccions i activitats per commemorar els 40 anys de la Federació que es van projectar a la mateixa Filmoteca.